# Oligotrophus betheli
Oligotrophus betheli är en tvåvingeart som beskrevs av Ephraim Porter Felt 1912. Oligotrophus betheli ingår i släktet Oligotrophus och familjen gallmyggor. Inga underarter finns listade i Catalogue of Life.